# Trebišov
Trebišov (węg. Tőketerebes, niem. Trebischau) – miasto powiatowe we wschodniej Słowacji, w kraju koszyckim, w historycznym regionie Zemplin.
Trebišov leży na wysokości 109 m n.p.m., we wschodniej części Niziny Wschodniosłowackiej, kilka kilometrów na zachód od rzeki Ondawa, nad jej dopływem – rzeczką Trnavką. Liczba mieszkańców miasta wynosi 24 401 osób (spis ludności z 2011), powierzchnia – 70,16 km². Miasto dzieli się na dzielnice Nový Majer, Olšina i Trebišov (centrum).
Trebišov jest ośrodkiem przemysłu maszynowego (zakłady Vagónka), żywnościowego (zakłady Frucona) i budowlanego. Poza tym stanowi lokalny ośrodek administracyjny i kulturalny.
Przez Trebišov przebiega droga lokalna nr 553 z Vranova nad Topľou do przejścia granicznego Slovenské Nové Mesto – Sátoraljaújhely na granicy z Węgrami. W mieście znajduje się węzeł kolejowy – szlaki rozchodzą się na północ do Vranova nad Topľou, na wschód do Użhorodu i do Michalovec, na południe do Sátoraljaújhely i na wschód do Koszyc.

## Historia miasta
Wykopaliska świadczą, że okolice miasta były zamieszkane w neolicie i epoce brązu. Nieprzerwane osadnictwo słowiańskie datuje się od czasów Wielkich Moraw. Pierwsza pisemna wzmianka o zamku Parič w Trebišovie pochodzi z 1254, o miejscowości – z 1330. Początkowo miasto i zamek należały do lokalnego rodu szlacheckiego, w latach 1319–1387 władali nim Drugethowie, następnie do 1567 ród Perényich. Po nich władały miastem rody Zichych, Vandernathów, Csákych i Andrássych. W XIV wieku Trebišov był znanym ośrodkiem handlowym.
Prawa miejskie Trebišov uzyskał w 1439. W XIV wieku zamek i miasto połączyły się w jeden organizm miejski. W II połowie XV wieku Trebišov był miejscem zjazdów szlachty węgierskiej, między innymi w 1454 odbył się tu tzw. zjazd antyhusycki. Na początku XVI wieku w mieście osiedlili się paulini. W 1566 zamek był oblegany przez Tatarów krymskich. Podczas powstania kuruców w 1686 powstańcy wysadzili w powietrze zamek, sto lat później rozebrany przez Andrassych na budulec dla nowego zamku. W 1831 Trebišov był ośrodkiem krwawego wschodniosłowackiego powstania chłopskiego.
Miasto rozwijało się szybciej pod koniec XIX wieku. Od 1876 było siedzibą władz powiatu w komitacie Zemplén. W tym okresie prowadzono szeroko zakrojone prace przy regulacji Cisy, Bodrogu i Ondawy. W 1871 zbudowano tu linię kolejową, w 1911 powstała elektrownia. W 1930 Trebišov liczył 7162 mieszkańców, działały tu cukrownia, młyn i cegielnia.
W 2004 Trebišov stał się głośny z powodu zamieszek. Pod koniec XX wieku w mieście osiedliła się grupa około 4 tysięcy nie pracujących Cyganów, żyjących z zasiłków z opieki społecznej. Wiosną 2004 słowacki rząd nagle zredukował o połowę zasiłki dla bezrobotnych, usiłując w ten sposób skłonić ich do podjęcia pracy. Cyganie zareagowali tumultem, w którym obrabowano kilka sklepów, zaś interweniującą policję tłum obrzucił kamieniami. Po trzech dniach policja przy pomocy wojska opanowała sytuację. Wrzenie załagodzono rozdając Cyganom bony żywnościowe i uprawniając ich do darmowego zbierania drewna na opał.

## Zabytki
Zabytki Trebišova to: 

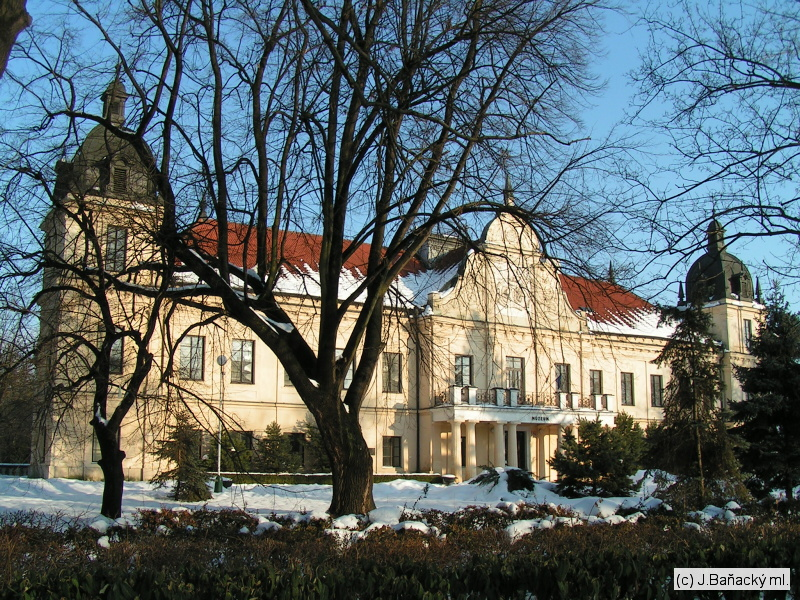
Pałacyk z 1786 roku

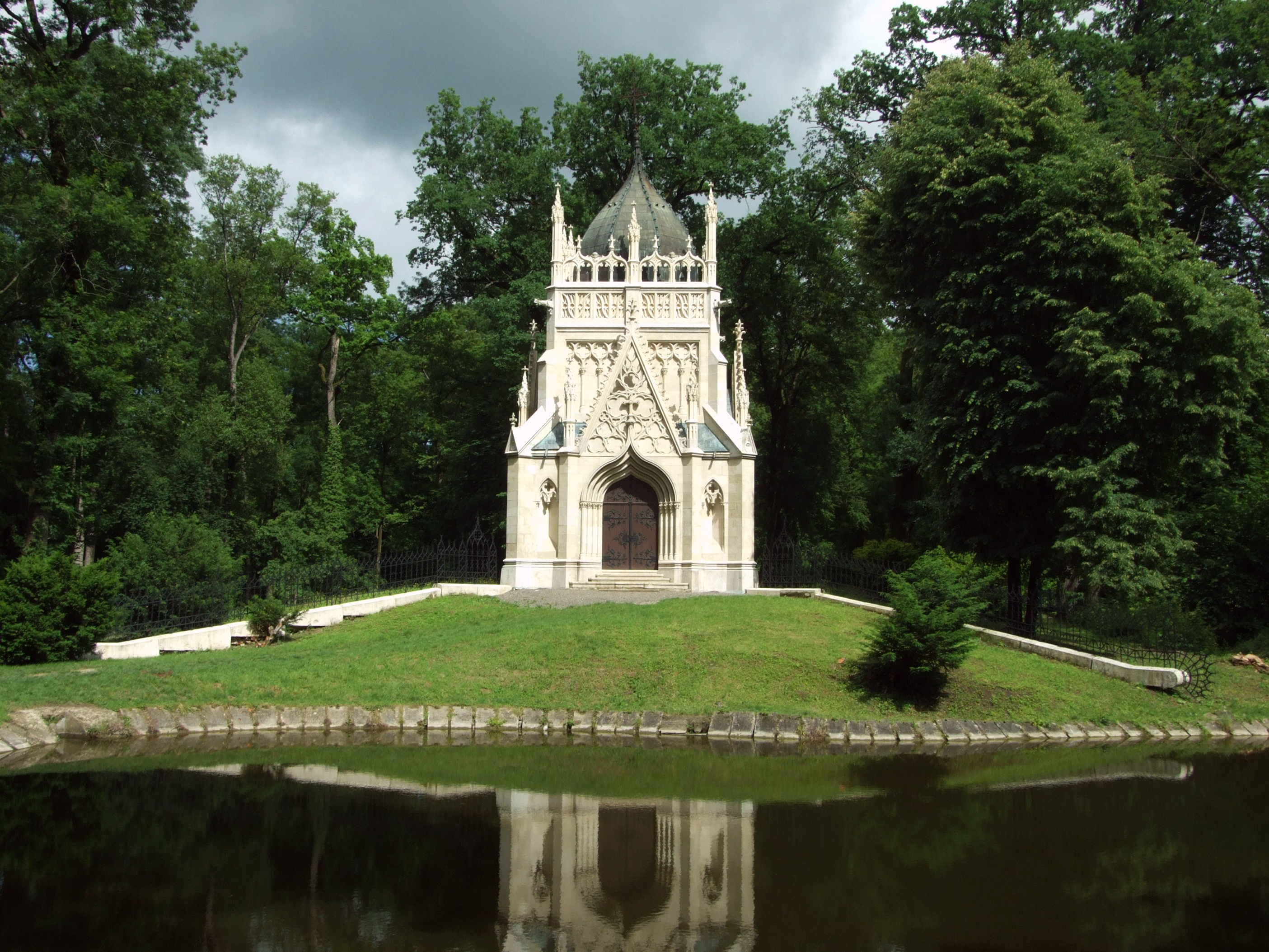
Neogotyckie mauzoleum Andrássych z 1896 roku

- ruiny zamku Parič z XIII wieku z muzeum historycznym i geograficznym oraz z zabytkowym parkiem,
- neogotyckie mauzoleum Andrássych z 1896,
- kościół katolicki z początku XIV wieku, przebudowany w 1696, z klasztorem paulinów z 1502,
- cerkiew prawosławna z 1825,
- pałacyk z 1786, przebudowany w stylu empirowo-neorenesansowym.

## Sport
- HK Trebišov – klub hokejowy

## Współpraca
- Jasło